# Ibrahim Maglajlić
Hfz. Ibrahim ef. Maglajlić (Banja Luka, 25. travnja 1861. – Sarajevo, 16. rujna 1936.), bosanskohercegovački muslimanski teolog, peti po redu reis-ul-ulema u razdoblju Kraljevstva Jugoslavije i prvi predsjednik Jugoslavenske muslimanske organizacije (JMO).

## Životopis
Ibrahim Maglajlić, sin hadži Smailov, rođen je 1861. godine u Banjoj Luci u bogatoj i uglednoj obitelji. Kao dječak naučio je cijeli Kuran napamet te je nakon osnovnog obrazovanja upisao banjalučku medresu, tzv. Skorupovu medresu u Gornjem Šeheru, u kojoj je predavao poznati muderris Smail-ef. Skopljak. Nakon odluke velikih sila na Berlinskom kongresu 1878. godine da Austro-Ugarska monarhija sa vojskom uđe u Bosnu i Hercegovinu i u njoj uspostavi svoju vlast, narod se počeo organizovati širom zemlje kako bi spremno dočekao njenu vojsku. Kao sedamnaestogodišnjak Ibrahim-ef. priključio se snagama koje su se suprostavile okupatoru prilikom zauzimanja Banje Luke. Poslije osvajanja Banja Luke od austrijskih vojnika, mnoge muslimanske kuće i radnje su opljačkane, te je preko 550 Banjalučana otjerano u zarobljeničke logore u Olomouc, Pulu i druga mjesta širom Austrije. Među onima koji su bili odvedeni u logor u Olomucu bio je i Ibrahim ef. Maglajlić koji je tu proveo nekoliko mjeseci. Po povratku iz zarobljeništva odlazi u Istanbul gdje se zadržao sve do 1887. godine. Boravak u prijestolnici Osmanskog Carstva iskoristio je za slušanje dersova iz područja islamskih znanosti kod mnogih poznatih alima tog vremena. Zabilježeno je da je sticao znanje kod hfz. Emin ef. Magnisalije, hfz. Ibrahim ef. Prištinca, hfz. Ibrahim ef. Učmihrablije, te je završio vudžuh i tako postao jedan od prvih karija u Bosni i Hercegovini.
Dolaskom u svoj rodni grad počeo je držati javna predavanja na koja su ljudi dolazili u velikom broju. Koliko je bio cijenjen i poštovan kao alim najbolje govori podatak da su se mještani zajedno sa stranim dobrotvorima organizovali i sagradili medresu kako bi svoje znanje mogao prenositi na mlađe generacije. Škola je nosila naziv Fejzija medresa, dok je u narodu prozvana Maglajlićevom medresom. To je bila prizemna zgrada sa desetak soba od drvene građe, nalazila se na desnoj obali Vrbasa u Donjem Šeheru i sagrađena je 1892. godine. Pored znanja kojeg je posjedovao, hfz. Ibrahim-ef. Maglajlića krasili su još i pobožnost kao i dostojanstvenost. Bio je poznat po tome što je nekoliko godina klanjao teraviju hatmom, obzirom da je za vrijeme svog boravka u Istanbulu završio sedam kiraeta, a također se zna da je i neke dnevne namaze klanjao na taj način. U svom radu bio je predan i odgovoran pa su mu kao vrsnom pedagogu i predavaču na upravljanje povjerili i banjalučku ruždiju, te je ove dvije škole vodio do svog imenovanja za muftiju tuzlanskog 1914. godine. Istaknuvši se kao muderris, dato mu je da bude član Kotarske vakufske komisije 1909. godine, član druge Islamske prosvjetne ankete koja je djelovala u Sarajevu krajem 1911. i početkom 1912. godine i član Upravnog odbora Udruge bosanskohercegovačke ilmijje, osnovane 1912. godine.
Prvi svjetski rat kao i postratna vremena donijeli su teške dane koje su obilježili masovna stradanja, progoni, ubojstva i otimanje muslimanske imovine. U ovom ratu nije bio pošteđen ni imetak Ibrahim ef. Maglajlića čija je kuća u Banjoj Luci u potpunosti uništena, sav posjed mu je oduzet, a također je izgubio i jedinog sina kojeg je imao. Shvaćajući težinu novonastale situacije osnivanjem države Kraljevine SHS i uvidjevši da će se muslimani za svoja prava morati boriti u skupštinskim klupama, počinje raditi na političkom osvješćavanju i ujedinjavanju naroda. Političko okupljanje muslimana poslije rata odvijalo se oko političkih listova Vrijeme i Jednakost, dok u isto vrijeme dolazi i do okupljanja muslimana u Tuzli s ciljem organiziranja jedinstvene muslimanske političke organizacije. Na čelo te akcije stavio se hfz. Maglajlić koji je u tu svrhu proputovao dobar dio države, objašnjavajući muslimanskom stanovništvu potrebu za osnivanjem jedne ovakve organizacije. Kao rezultat njegovog angažmana dolazi do ujedinjavanja skupina iz Tuzle i političke grupe oko lista Vrijeme koju su činili između ostalih Mehmed Spaho, Halid-beg Hrasnica, Sakib Korkut i drugi. Na sastanku muslimanskih delagata koji je imao karakter osnivačke skupštine, odlučeno je 16. veljače 1919. da se politička stranka bosanskohercegovačkih muslimana zove Jugoslavenska muslimanska organizacija (JMO), za predsjednika jednoglasno je izabran hfz. Ibrahim ef. Maglajlić, te su određeni ciljevi organizacije koji se trebaju realizirati. Na izborima 1920. godine osvojivši ukupno 110.895 glasova i 24 mandata u Ustavotvornoj skupštini Kraljevine SHS, ova stranka se pokazala neospornim predstavnikom muslimanskog naroda i zaštitnikom njegovih interesa u procesima donošenja Ustava nove države. Po sporazumu sa vladom Nikole Pašića, predstavnici ove stranke su se obvezali da će podržati vladin Nact Ustava, dok će sa druge strane vlada poštivati teritorijalnu cjelovitost Bosne i Hercegovine, muslimani će biti zaštićeni od progona, pružit će se materijalna pomoć vjersko-prosvjetnim i mearifskim ustanovama, riješit će se pitanje naknade za oduzetu begovsku zemlju, te će Bosna i Hercegovina ostati u postojećim granicama na osnovu člana 135. ili "turskog paragrafa" kako ga je tisak prozvao. Nakon nesuglasica i rascjepa u klubu poslanika JMO, hfz. Maglajlić osniva novu političku organizaciju pod nazivom Jugoslavenska muslimanska narodna organizacija ili JMNO. Međutim, nakon neuspjeha na izborima ova stranka se gasi i na taj način on se povlači iz političkog života, te prema odobrenju Ulema-medžlisa prelazi na mjesto muftije banjalučkog 1925. godine na kojem se zadržao do umirovljenja 1929. godine. Zanimljiv opis ličnosti hfz. Maglajlića dao je reis-ul-ulema Mehmed Džemaluddin ef. Čaušević prilikom dopisa Odjelu za vjere Ministarstva pravde kao obrazloženje Maglajlićeve molbe za umirovljenjem. On je naveo da je po svojoj teološkoj naobrazbi jedan od najuglednijih muslimanskih vjerskih dostojanstvenika u Bosni i Hercegovini, osobito na polju teološko-pravnih znanosti, u kiraetu se smatra velikim kapacitetom, dok je vrlo uvažen kao komentator Kurana i hadisa. Kao nastavnik polučio je dobre rezultate što svjedoči znatan broj njegovih učenika koji zauzimaju vidne položaje, dok se na poziciji muftije pokazao velikim organizatorom, jake ruke, pun energije, sposoban sačuvati dostojanstvo muftijskog zvanja. Reisu-l-ulema Čaušević je također napisao da je muftija Maglajlić čovjek koji se nikad nije mogao umoriti, njegova energija se nije mogla slomiti niti se njegova ambicija do kraja mogla zadovoljiti. Na kraju obrazloženja naveo je da je hfz. Ibrahim ef. Maglajlić jedna od ličnosti koje izumiru ne ostavljajući iza sebe zamjenika.
Nakon umirovljenja Čauševića i njegovog odlaska sa mjesta reisu-l-uleme, 11. lipnja 1930. godine raspisani su izbori za njegovog nasljednika. Za ovo mjesto bilo je nekoliko kandidatata: Salim ef. Muftić, hfz. Ibrahim ef. Maglajlić, Vejsil ef. Ališan, Mehmedalija ef. Mahmudović, hfz. Abdulah Ajni ef. Bušatlić. Poslije glasanja dvadeset osam članova kurije, hfz. Maglajlić ukupno je dobio 27 glasova, dok je Salim ef. osvojio 25 glasova. Sutradan 12. lipnja kurra hfz. Ibrahim ef. Maglajlić imenovan je reisu-l-ulemom Islamske zajednice u Kraljevini Jugoslaviji. Kako je Atatürk u Turskoj ukinuo kalifat i ured šejh-ul-islama Mešihat, više nije postojala institucija koja bi reis-ul-ulemi dodijelila menšuru, pa je osnovano posebno tijelo (Savjet za menšuru) sastavljeno od članova oba Ulema-medžlisa (sarajevski i skopski), delegata Vakufsko-mearifskih vijeća i članova Vrhovnih šerijatskih sudova. Svečano ustoličenje obavljeno je u Bajrakli džamiji u Beogradu 31. listopada 1930. godine, kada je Vrhovno islamsko starješinstvo i sjedište reis-ul-uleme preneseno iz Sarajeva u Beograd.
Iako je na poziciji reisu-l-uleme bio u razdoblju šestosiječanske diktature, takvo stanje nije obeshrabrilo hfz. Maglajlića da radi na podizanju kvalitete vjerskog života muslimana i svojim autoritetom stane u njihovu zaštitu kad god je to bilo potrebno. Poznati su zahtjevi reisu-l-uleme Maglajlića ministarstvu da muslimanska djeca ne prisustvuju svetosavskim proslavama, da ne pjevaju crkvene i pobožne pjesme, kao i njegova reagovanja na medijska pisanja o muslimanima kao omrznutim Turcima, te na uvredljive komentare o islamu. Za vrijeme njegovog mandata pokrenut je list Glasnik kojim se nastojalo suzbiti pogrešno mišljenje o islamu, unaprijeđen je nastavni plan i program za islamski vjeronauk koji se primjenjivao u osnovnoj i srednjoj školi, izvršena je revizija udžbenika osnovnih i srednjih škola zbog pojedinih sadržaja, posvećeno je više pažnje svjetovnom obrazovanju zbog molbi da se upisivanje u osnovnu školu vrši nakon navršene osme ili devete godina kao i da se obveznog upisa oslobode muslimanska ženska djeca, zatraženo je da se muslimani postavljaju kao učitelji i učiteljice u mjestima gdje muslimani čine većinu lokalnog stanovništva, obilazio je muslimane južnih krajeva zbog loše situacije u kojoj su se nalazili, te je ostvareno uključivanje jugoslavenske muslimanske zajednice u svjetske islamske tokove (učešće predstavnika na pretkonferenciji Sveislamskog kongresa u Jeruzalemu 1. listopada 1931. godine kao i na Kongresu europskih muslimana u Genevi od 12. do 15. rujna 1935. godine). Sve do svog umirovljenja 14. ožujka 1936. godine, borio se za prava muslimana i popravljanje njihovog stanja. Nakon toga povlači se u svoj rodni grad u kojem i umire 16. rujna 1936. godine. Ukopan je u haremu džamije Gazanferije u Banjoj Luci. Iako je džamija tijekom rata u Bosni i Hercegovini do temelja srušena, njegov mezar je ostao neoštećen. 
U Banjoj Luci je njegovim imenom nazvana medresa.

## Priznanja
- Orden Svetog Save III. stupnja
- Orden Bijelog orla V. stupnja
- Orden Jugoslavenske krune I. reda[4]

## Vanjske povezice
- Ibrahim ef. Maglajlić – prvi predsjednik Jugoslovenske muslimanske organizacije